# Bandiera dei diritti umani

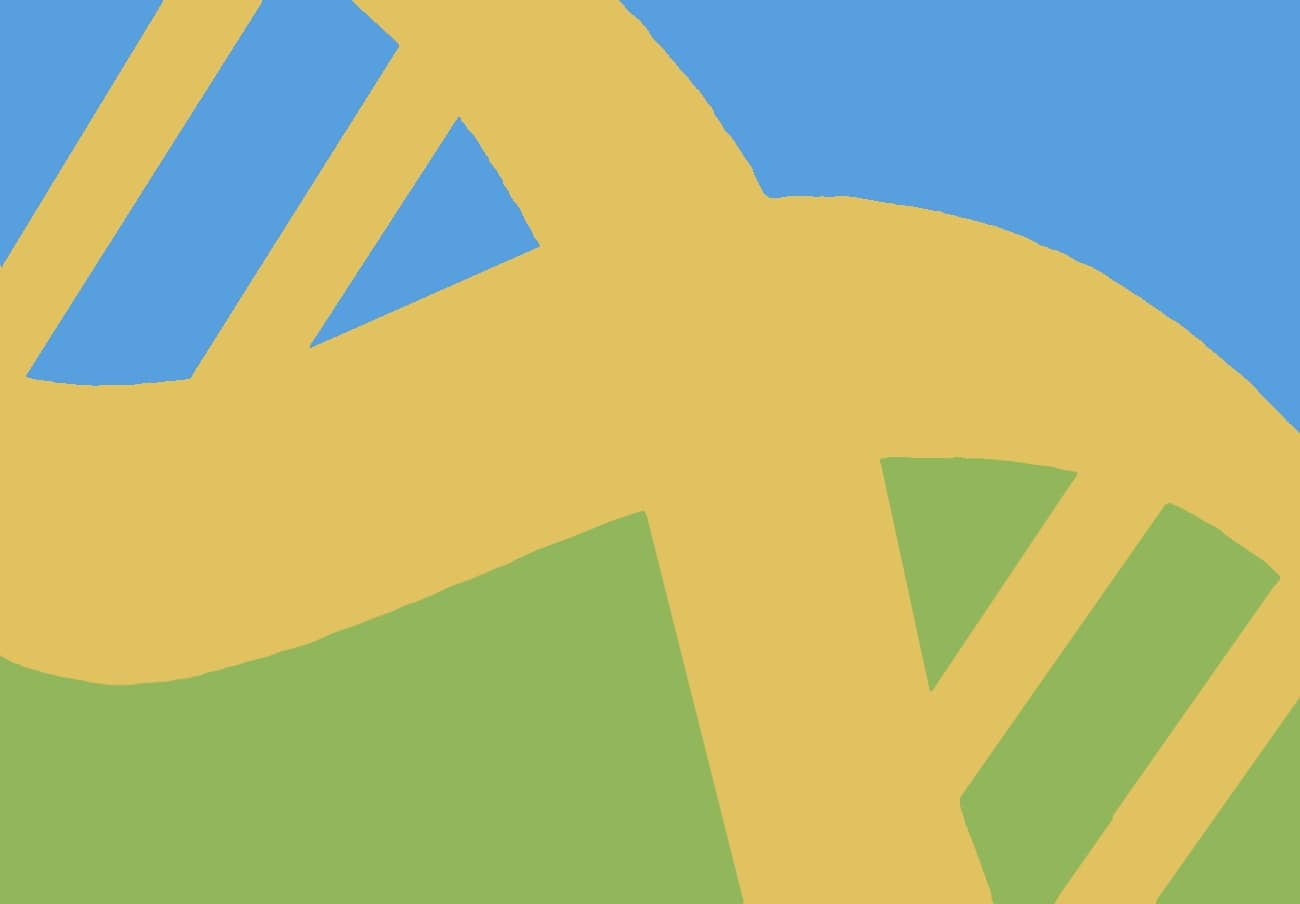
La bandiera dei diritti umani

La bandiera dei diritti umani è una bandiera utilizzata nei Paesi Bassi che simboleggia l'uguaglianza di tutte le persone sulla terra e incoraggia le persone a rispettare e sostenere i diritti umani. Lo scopo della bandiera è quello di creare una consapevolezza globale dell'importanza dei diritti umani e di unire le persone nel loro impegno per l'uguaglianza e il rispetto dei diritti fondamentali di tutti gli individui. La bandiera è stata lanciata ufficialmente il 10 dicembre 2020.

## Iniziativa
La bandiera dei diritti umani è un'iniziativa olandese ed è stata lanciata dalle agenzie olandesi contro la discriminazione che lavorano insieme sotto il nome di Discriminatie.nl. La bandiera è stata concepita da Tûmba, il centro di conoscenza sulla discriminazione e la diversità con sede a Leeuwarden.

## Design
La bandiera è stata disegnata da Menno de Boer, designer di Leeuwarden. Il punto di partenza per il design è stato l'idea che ci sono molte cose che ci uniscono come esseri umani, come la condivisione della terra, del cielo e di un posto sotto il sole, e che siamo tutti fatti di DNA, indipendentemente dalle nostre differenze esterne. Il designer ha tradotto questo pensiero nel design della bandiera, prendendo come punto di partenza la forma di un filamento di DNA e combinandola con i colori della terra (verde), del cielo (blu) e del sole (giallo). La bandiera sottolinea così ciò che le persone hanno in comune.

## Uso della bandiera
I comuni e le ambasciate olandesi issano la bandiera dei diritti umani il 10 dicembre, giorno in cui si celebra annualmente la Giornata dei diritti umani, in ricordo della Dichiarazione universale dei diritti umani adottata dalle Nazioni Unite nel 1948.
La bandiera viene talvolta issata anche il 21 marzo, Giornata internazionale contro il razzismo e la discriminazione, e in occasione della commemorazione del passato della schiavitù.